# Institut d'administration des entreprises de Versailles
L’institut d’administration des entreprises de Versailles (IAE Versailles), anciennement appelé Institut supérieur de management, est un établissement public d’enseignement supérieur. Il fait partie du réseau des IAE, IAE France.
Situé à Guyancourt, ses programmes de formation, en formation initiale et continue, s'adressent aux étudiants, aux cadres et dirigeants d'entreprise ou encore aux professions libérales.

## Historique
L'institut supérieur de management est créé au printemps 2010 et fait partie d'un des trois instituts de l'Université de Versailles-Saint-Quentin-en-Yvelines. En 2019, il devient membre du réseau des IAE, IAE France. 

## Formations
L'IAE recense 30 formations diplômantes allant de la Licence à l’habilitation à diriger des recherches en passant par les Masters et le Doctorat, dans le domaine des sciences de gestion, ainsi que dans celui de l’information et de la communication.
Il dispose d'un laboratoire de recherche en management, le Larequoi.